# Jean Bergeret
Jean Bergeret (Pontacq, 1751 – Pau, 1813) foi um médico e botânico francês.

## Biografia
Após seu casamento em  1771 estudou filosofia, diplomando-se em 1773. Após sua separação, em 1780, passou a residir em Morlaàs, onde iniciou seus estudos em medicina, diplomando-se doutor em  1788.
Foi presidente  da Câmara Municipal de Morlaàs durante o período turbulento da Revolução. Obtendo seu divórcio em 1795, casou-se com Magdeleine Laterrade, que morreu em  1804 deixando-lhe a educação de três filhos.
Além do exercício da medicina ensinou história natural na Escola Central de Pau de 1796 até  1802. Publicou em 1803 sua única obra : "Flore des Basses-Pyrénées" em dois volumes. Bergeret morreu de uma epidemia de febre que afetou a região. 
Seu filho,  Eugène Bergeret (1799-1868), depois dos seus estudos de medicina em Paris substituiu-o como médico e alcaide.
Jean Bergeret é muitas vezes confundido com um homônimo, o igualmente botânico  Jean-Pierre Bergeret (1752-1813) autor de  "Phytonomatotechnie universelle".
Há um outro homônimo. Jean Bergeret (psicanalista) é um importante autor na área da psicopatologia e psicanálise. Sua obra mais conhecida no Brasil é "A personalidade normal e patológica".